# خفاش‌های بال‌خمیده
خفاش‌های بال‌خمیده (نام علمی: Miniopterus) نام یک سرده از تیره بال‌خمیدگان است.

## طبقه بندی
خانواده Miniopteridae
- سرده Miniopterus - long-winged bats
  - خفاش بال‌خمیده الن
  - خفاش انگشت‌دراز آفریقایی, Miniopterus africanus
  - خفاش بال‌خمیده ریزه, Miniopterus australis
  - خفاش بال‌خمیده کوتاه‌گوشچه
  - Eger's long-fingered bat, Miniopterus egeri
  - Miniopterus fossilis (fossil)
  - خفاش انگشت‌دراز کهتر, Miniopterus fraterculus
  - خفاش بال‌خمیده شرقی, Miniopterus fuliginosus
  - خفاش انگشت‌دراز آسیای جنوب شرق, Miniopterus fuscus
  - خفاش بال‌خمیده گلن
  - خفاش بال‌خمیده گریفیث
  - خفاش بال‌خمیده گریوو
  - خفاش انگشت‌دراز مهتر, Miniopterus inflatus
  - خفاش بال‌خمیده کالدونیای جدید
  - Maghrebian bent-wing bat, Miniopterus maghrebensis
  - خفاش بال‌خمیده غربی, Miniopterus magnater
  - Miniopterus mahafaliensis
  - خفاش انگشت‌دراز میجر
  - خفاش انگشت‌دراز ماناوی, Miniopterus manavi
  - خفاش انگشت‌دراز متوسط, Miniopterus medius
  - خفاش انگشت‌دراز کمینه, Miniopterus minor
  - Miniopterus mossambicus[۱]
  - خفاش انگشت‌دراز ناتال, Miniopterus natalensis
  - Miniopterus newtoni
  - خفاش بال‌خمیده استرالزی, Miniopterus oceanensis
  - خفاش انگشت‌دراز فیلیپین, Minopterus paululus
  - خفاش انگشت‌دراز پترسون
  - خفاش بال‌خمیده کوچک, Miniopterus pusillus
  - خفاش بال‌خمیده لویالتی, Miniopterus robustior
  - خفاش بال‌بلند, Miniopterus schreibersii
  - خفاش انگشت‌دراز شورتریج
  - Miniopterus sororculus
  - خفاش بال‌خمیده بزرگ, Miniopterus tristis
  - Miniopterus zapfei (سنگواره)